# Vitteaux
Vitteaux je francouzská obec v departementu Côte-d'Or v regionu Burgundsko-Franche-Comté. V roce 2011 zde žilo 1 093 obyvatel. Je centrem kantonu Vitteaux.

## Sousední obce
Beurizot, Boussey, Dampierre-en-Montagne, Marcilly-et-Dracy, Massingy-lès-Vitteaux, Posanges, Saffres, Saint-Thibault, Vesvres, Villeberny

## Vývoj počtu obyvatel
Počet obyvatel 